# Vrginmost
Vrginmost (Vrgin Most; ranije Gvozd) je samostalno naselje i sjedište općine Gvozd. Naselje broji 1095 žitelja po popisu stanovništva 2011. godine. 

## Ime
Ime je dobilo po riječi vrg, iako neki izvori navode i učestalost prezimena Vrga kao polaznu točku za izvođenje naziva naselja Vrginmost. Naziv za stanovnika je Vrgomošćanin, a za stanovnicu Vrgomošćanka.
Od 29. travnja 1996. do 20. lipnja 2012. naselje se zvalo Gvozd.

## Stanovništvo
Prema popisu stanovništva iz 2001. godine, naselje je imalo 1303 stanovnika te 507 obiteljskih kućanstava.
| broj stanovnika | 341   | 380   | 368   | 447   | 460   | 707   | 451   | 765   | 733   | 465   | 840   | 1068  | 1403  | 1570  | 1303  | 1095  | 860   |
|                 | 1857. | 1869. | 1880. | 1890. | 1900. | 1910. | 1921. | 1931. | 1948. | 1953. | 1961. | 1971. | 1981. | 1991. | 2001. | 2011. | 2021. |

## Povijest
Vrginmost se spominje u djelu Franje Julija Frasa: Cjelovita topografija karlovačke vojne krajine : mjestopis iz godine 1835. pod njemačkim likom toga imena – Verginmost.